# Informacyjna Agencja Radiowa
Informacyjna Agencja Radiowa (IAR) – największa na polskim rynku mediów elektronicznych agencja informacyjna. Funkcjonuje przy Polskim Radiu od lata 1992 roku. W latach 1993–1994 IAR działała jako Radio-Info – pierwsze w Polsce radio informacyjne całkowicie na żywo, bez muzyki.
IAR oprócz informacji depeszowych oferuje także serwisy dźwiękowe; korzysta z sieci reporterów lokalnych stacji publicznych, korespondentów zagranicznych Polskiego Radia i zespołu redakcyjnego w Warszawie. Serwisy depeszowe IAR udostępnia przez satelitę oraz Internet. Głównymi klientami agencji są lokalne rozgłośnie radiowe, portale internetowe i serwisy teletekstowe.
Głównym produktem IAR jest serwis internetowy, zawierający materiały tekstowe i dźwiękowe.
IAR w swojej ofercie ma serwis krajowy, regionalny, zagraniczny, gospodarczy, kulturalny oraz sportowy tworzony przez Centralną Redakcję Sportową Polskiego Radia. Agencja przygotowuje również kilkuminutowe, gotowe do emisji dzienniki dla rozgłośni lokalnych (wiadomości IAR emitują, między innymi: poznańskie Radio Emaus, lubelskie Radio eR, Radio Warszawa, Radio Rodzina, Radio Niepokalanów).

## Radio Parlament, Polskie Radio 24
Dawniej dziennikarze IAR tworzyli zespół Radia Parlament. W grudniu 2010 roku IAR uruchomiła własne radio internetowe – Polskie Radio 24.

## Historia
- 1994 – Naczelna Redakcja Informacji Polskiego Radia została przekształcona w IAR. Początkowo nowo powołana agencja miała się nazywać Radiową Agencją Informacyjną, ale z uwagi na powszechnie znany już skrót RAI (Radiotelevisione Italiana) ostatecznie przyjęto nazwę: Informacyjna Agencja Radiowa
- 1 stycznia 2006 – na antenie Programu 1 PR debiutuje magazyn Polska i świat produkowany przez IAR
- 30 września 2007 – ostatnie wydanie Polski i świata autorstwa IAR
- 30 września 2007 – w skład IAR wchodzą dzienniki Programu 1 Polskiego Radia
- styczeń 2005 – Informacyjna Agencja Radiowa opracowuje własny spis zasad i reguł jak pisać depesze, leady i przygotowywać korespondencje. Jest wzorowany na podobnych, funkcjonujących w Deutsche Welle i BBC.
- maj 2009 – IAR wprowadza do swojej oferty serwis sportowy obejmujący depesze tekstowe i materiały dźwiękowe.
- kwiecień 2010 – do IAR zostają przesunięci reporterzy informacyjni pierwszego i trzeciego programu
- grudzień 2010 – uruchomienie kanału Polskie Radio 24
- styczeń 2012 – rozwiązana zostaje redakcja sportowa IAR, część dziennikarzy przechodzi do Centralnej Redakcji Sportowej Polskiego Radia
- kwiecień 2012 – nowy korespondent w Chile
- wiosna 2016 – centralizacja, zaczęto przygotowywać serwisy dla wszystkich rozgłośni Polskiego Radia, zdaniem anonimowego dziennikarza IAR, cytowanego przez „Gazetę Wyborczą”, IAR stanął na straży tego, by „o rządzie mówić takim językiem, jakiego chce rząd”[4]

## Korespondenci zagraniczni
IAR utrzymuje największą sieć korespondentów spośród polskich stacji radiowych i telewizyjnych. We wrześniu 2016 roku stacja posiadała stałych korespondentów w następujących miastach:
Berlin,
Bruksela,
Chicago,
Kijów,
Londyn,
Meksyk,
Moskwa,
Nowy Jork,
Paryż,
Pekin,
Rzym,
Strasburg,
Waszyngton.

## Kontrowersje
14 stycznia 2018 r., w dniu finału Wielkiej Orkiestry Świątecznej Pomocy, podczas publicznej zbiórki pieniędzy na sprzęt dla szpitalnych oddziałów neonatologicznych, stojący na jej czele Jerzy Owsiak zarzucił Informacyjnej Agencji Radiowej manipulacje, gdyż IAR podała informację jakoby WOŚP miała zbierać pieniądze na Przystanek Woodstock, tymczasem według zapewnień fundacji festiwal Woodstock finansują osobne datki sponsorów Przystanku.